# Ada Broughton
Ada Broughton (* 1879 in Liverpool; † 1934 ebenda) war eine englisch-britische Aktivistin für das Frauenwahlrecht, Abstinenzlerin und Kommunalpolitikerin, die in der Women’s Freedom League und der British Women’s Temperance Association und später in der Labour Party aktiv war.

## Leben
Broughton wurde im Liverpooler Stadtteil West Derby als viertes von sechs Kindern geboren.  Nach ihrem Schulabschluss arbeitete sie als Kassiererin.
Die erste Erwähnung ihres Engagements in der Frauenwahlrechtsbewegung findet sich in der Zeitung Votes for Women der Women’s Social and Political Union (WSPU), wo sie im Veranstaltungsprogramm als eine von zwei Rednerinnen an der Wellington Column in Liverpool am 17. Juli 1908 aufgeführt ist.
Broughton war wie andere in der Frauenwahlrechtsbewegung, zum Beispiel Anna Munro, und in kirchlichen Kreisen, zum Beispiel der Scottish Christian Union, der Ansicht, dass Mäßigung sowohl moralisch als auch praktisch wichtig für die Verbesserung der Gesellschaft sei und dass strengere Alkoholkontrollgesetze eingeführt würden, wenn Frauen das Wahlrecht erhielten.
In der Liverpool Daily Post wird sie mit den Worten zitiert, dass es „ein Gesetz für die Armen“ gebe und dass „reiche Leute keine öffentlichen Einrichtungen in ihrer Nähe zulassen würden, sondern sich damit begnügten, Profite aus denen in großer Zahl in den ärmeren Vierteln Lebenden zu ziehen“.
Broughton war eine von neun Frauen, die im Jahr 1909 verhaftet und angeklagt wurden, weil sie vor dem Unterhaus für „Obstruction“ gesorgt hatten. Sie hatten versucht, dem Premierminister eine Petition zu überreichen. Vor Gericht behauptete Broughton, sie sei vom parallel zu den regulären Parlamentssitzungen in der Caxton Hall von den Suffragetten jährlich seit 1907 veranstalteten sogenannten „Frauenparlament“ beauftragt worden, die Petition zu überbringen.
Im selben Jahr war Broughton auch Sekretärin der Pembroke Social Reform League und Präsidentin des Liverpooler Zweiges der Women Workers' Federation.
Broughton half 1912 zusammen mit Helah Criddle bei der Wiedergründung lokaler aktiver Frauenwahlrechtsgruppen in Liverpool, während Alice Davies im Gefängnis saß.
Danach scheint Broughton ihre Aktivitäten mehr im Rahmen der gemäßigteren Women’s Freedom League (WFL) durchgeführt zu haben.
Das Thema „Abstinenz“ war Gegenstand eines Vortrags, den sie 1913 in Brothock Bridge, Arbroath hielt. Broughton und eine Miss Shennan sprachen auch über das die Frage der in Sweatshops beschäftigten Arbeiterinnen. Im Juli desselben Jahres wurde in der Lokalzeitung ausführlich über Broughtons Rede in Forfar berichtet. Sie soll erklärt haben, dass Frauen nicht als Bürgerinnen anerkannt würden und keine freien Frauen, sondern „Leibeigene“ seien. Während derselben Kampagne malte Broughton „mit Weiß auf die Straßen [von Montrose] «Votes for Women»“. Dies und die anschließende Belehrung durch einen Polizeibeamten, der sie darauf hinwies, dass dies gegen die örtlichen Verordnungen verstoße, führte dazu, dass sich 800 Menschen versammelten, um ihre Rede und die von Miss Shennan zu hören.
Im Sommer 1913 war Broughton als Rednerin im Rahmen der jährlichen „Clyde Campaign“ unterwegs, und die Zeitung der Women’s Freedom League (WFL) berichtete, dass sie in Helensburgh und Gourock sprach, und in der folgenden Woche wurde sie zur Organisatorin für „Gourock und Umgebung“ ernannt. In Townhill, in der Nähe von Dunfermline, wies sie einen betrunkenen Mann, der bereits eine andere Rednerin von ihrem Stuhl gestoßen hatte, in seine Schranken. Während des gesamten Ferienkampagne wurde sie unter anderem von Jenny McCallum unterstützt. Im September war sie im Glasgower Industriegebiet Govan, wo sie am Govan Cross vor einem „großen und begeisterten Publikum“ sprach. Ihre öffentlichen Versammlungen in Fife führten zur Gründung eines lokalen Zweiges der WFL.
In der zweiten Hälfte des Jahres 1913 organisierte Broughton für die WFL die Kampagne bei den Nachwahlen in South Lanarkshire und sprach unter anderem in Strathaven, Stonehouse, Lesmahagow und New Lanark. Selbst ein Schneesturm konnte sie und ihre Mitrednerinnen nicht aufhalten, nachdem sie eine Rede in Auchenheath gehalten hatten, denn sie und die anderen sollen zwei Meilen durch den Schnee zu ihrer nächsten Versammlung gelaufen sein.
Im Jahr 1914 verwies Broughton bei einem Treffen der British Women's Temperance Association in Cowdenbeath am Beispiel Neuseelands auf den direkten Zusammenhang zwischen Frauenwahlrecht und Abstinenzgesetzen hin. In Edinburgh hielt Broughton im Februar 1914 eine Rede unter freiem Himmel; das zugrundeliegende Thema lautete „Keep the Liberals out“. Im April 1914 war sie in Cupar und der Umgebung von Fife zum Plakatieren; East Fife war der Wahlkreis des Premierministers H. H. Asquith. Mehrere hundert Arbeiterinnen in Perth hörten Broughton während ihrer Essenspause zu, als sie im Mai 1914 Versammlungen vor örtlichen Fabriken wie Pullars’ Dye Works, Shields’ und Campbell’s abhielt. Im Sommer war Broughton erneut „verantwortliche Organisatorin“ der „Clyde Campaign“ und besuchte in den Monaten Juli und August von ihrer Basis in Rothesay auf der Isle of Bute aus bevorzugte Urlaubsorte an der Clyde-Küste. Später im Jahr 1914 sprach Broughton in Abbey Close in Paisley über das Women’s Suffrage National Aid Corps.
Die WSPU vereinbarte mit Kriegsbeginn einen „Waffenstillstand“ mit der Regierung und stellte ihre Aktivitäten gegen eine umfassende Amnestie der verurteilten und inhaftierten Suffragetten ein. Die WFL führte ihre gemäßigtere, mehr politische Kampagne während des Ersten Weltkriegs weiter. Die Pankhursts weigerten sich aber, die Kontrolle über Gelder oder Informationen der WSPU anderen, zum Beispiel der WFL, zu überlassen. Nach der erfolgreichen Arbeit der Vorjahre wurde Broughton zum Ehrensekretär der Liverpooler Zentralabteilung der WFL ernannt und baute in den Jahren 1915 und 1916 zusammen mit Isobel Buxton und Annie Marks die lokale Unterstützung der WFL weiter aus.
Im April 1915 sprach Broughton in Walton über The Economic Position of Women, und in Manchester erläuterte sie die Politik der WFL bei einem Hausvortrag sowie zusammen mit Janet Hayes bei einer Versammlung unter freiem Himmel in der Sidney Street. Sie sprach auch in Chester. Ihr Engagement in Abstinenzgruppen verschaffte ihr eine Einladung zur Liverpooler Pioneer Lodge der Guttempler, wo sie die Verbindung zwischen der Abstinenzbewegung und dem Einfluss der Frauen herstellte, indem sie in die Geschichte zurückging und andere Länder betrachtete, wobei sie erneut argumentierte, dass das Frauenwahlrecht die Einführung von Abstinenzgesetzen unterstützte und außerdem, wie sie es ausdrückte, „das Heim schützen würde“. Broughton wurde eingeladen, vor Mädchenclubs zu sprechen, darunter im Vauxhall Road Club und bei der Women's Guild. Sie half auch dabei, eine Kampagne mit Lillian Metge zu starten, die sie als Autorität in Sachen Prohibition anerkannte, und sprach vor Abstinenzgruppen in Alnwick und im Tyneside Literary and Social Club. Mit Dorothy Evans und Emily Davison gründete sie um 1917 einen Zweig der Women’s Freedom League in Newcastle und wurde dessen ehrenamtliche Pressesprecherin.
Nach Kriegsende und Gewährung eines Frauenwahlrechts im Jahr 1918 zog Broughton 1919 nach London und wurde (zusammen mit vier anderen Frauen) als Labour-Party-Mitglied und Fraktionsvorsitzende in den Stadtrat von Bermondsey gewählt. Obwohl sie 1922 bei der Wahl unterlag, wurde sie zum Alderman ernannt und führte den Vorsitz des Maternity and Child Welfare Committees („Ausschusses für Mutterschafts- und Kinderfürsorge“). Sie wurde als „eindringliche Rednerin“ mit starken Ansichten über die Stärkung der Rolle der Frau durch Bürgerbeteiligung beurteilt und wurde zur Frauenorganisatorin der Independent Labour Party gewählt, und in der Labour Party wurde sie dann Sekretärin der örtlichen Frauensektion.
Broughton starb nach einer Scharlacherkrankung 1934 in Liverpool. Zum Zeitpunkt ihres Todes hatte sie sechzehn Jahre lang als Funktionärin der Labour Party in Bermondsey gewirkt.